# 李謹行
李 謹行（り きんこう、619年 - 683年）は、靺鞨の首長で、唐に服属した人物。

## 経歴
父の突地稽は、粟末靺鞨部の首長で、隋末に1000人あまりを率いて服属し、営州に住んだ。金紫光禄大夫・遼西太守に任ぜられた。唐が建国されると、突地稽は唐に朝貢して、その部民の住む地は燕州と改められ、燕州総管に任ぜられた。劉黒闥が乱を起こすと、突地稽は定州にうつり、秦王李世民の節度を受けた。戦功により耆国公に封ぜられ、その部を率いて昌平に移り住んだ。高開道が突厥と連係して幽州を攻撃すると、突地稽はこれを迎え撃って撃破した。貞観初年、右衛将軍に進み、李氏の姓を賜って、死去した。 
容貌魁偉で、武勇で知られ、営州都督に累進した。家童は数千を数え、財産を積み、中国東北地方の諸民族に畏敬された。666年、左監門衛将軍として、高句麗遠征（唐の高句麗出兵）に参加した。670年、燕山道総管として高句麗の剣牟岑の乱を征討にあたった。673年、高句麗の残党を瓠瀘河の西で撃破した（唐・新羅戦争）。674年、右領大将軍・鶏林道副総管として劉仁軌を補佐し、新羅を攻撃した。安東鎮撫大使として買肖城に駐屯し、新羅の兵と三戦してしりぞけた。積石道経略大使に転じて、吐蕃の論欽陵と対峙した。676年、吐蕃を青海で撃破して、功績をねぎらわれ、燕国公に封ぜられた。683年に世を去り、幽州都督の位を追贈され、乾陵に陪葬された。

## 伝記資料
- 『新唐書』巻一百一十 列伝第三十五「李謹行伝」
- 大唐故右衛員外大将軍燕国公李謹行墓誌銘